# Pavia
Pavia (IPA paˈviːa kiejtéseⓘ) város az olaszországi Lombardia régióban. Pavia megye székhelye, a Paviai egyházmegye püspöki székvárosa.

## Története
- Az eredetileg római város Ticinum i. e. 2. században volt alapítva, pénzverdéje volt (lásd. Pénzverdék a római császárkorban).
- A 452-es hun pusztítás után megújult, és 572–ben Nagy Theodorik idejében az osztrogót birodalom központja.
- A 6. századtól a Longobárd királyság központja. Paviai csata (773)-774,[2] ekkor I. (Nagy) Károly elfoglalja.

(Lásd. Paviai csata (773))
- Később, az Itáliai Királyság idején is fontos szerepet tölt be, koronázó város rangot kap.
- 922-ben János paviai püspök feladta a várost II. Rudolfnak, amelyet aztán 924-ben a kalandozó magyarok elfoglaltak és feldúltak.
- 1359-től Milánói Hercegséghez volt csatolva .
- 1361-ben a Viscontiak kérésére IV. Károly német-római császár egyetemet alapít a városban.
- 1525-ben itt zajlott le paviai csata, melyet a lovagkor utolsó csatájának is hívnak.
- 1859–től a Szárd Királyság része volt, majd 1861-től az Olasz Királyságé.

## Főbb látnivalók
Certosa di Pavia - kolostor 8 km-re a központtól
Szent Péter bazilika - egy 14. századi díszes faragású márványsír őrzi Hippói Szent Ágoston földi maradványait. Az ősi ókeresztény templomot "aranymennyboltos" jelzővel is illetik.

## Híres emberek

### Itt született
- Paviai Szent Epifániusz püspök (*Pavia, 438 - †Padova, 497)
- XIV. János pápa (Pietro Campanora)
- Giovanni Antonio Amadeo, szobrász és építész
- Lanfranc (kb. 1005 – 1089), apát és canterburyi püspök
- Gerolamo Cardano (1501–1576), matematikus, fizikus, orvos, asztrológus
- Benedetto Cairoli (1825–1889), kormányfő
- Tranquillo Cremona (1837–1878), festő
- Claudia Muzio (1889–1936), operaénekes

### Itt élt
- Tours-i Szent Márton püspök (316-397) a városban nevelkedett
- Ennodius Magnus Felix (474 – 521), püspök, latin egyházi író, szónok, költő - Paviai Szent Epifániusz püspök életrajzírója
- Liudprand (vagy Liutprand) (922 körül, Pavia - 972), krónikaíró és Cremona püspöke
- Alessandro Volta (1745-1827) , fizikus
- Simion Bărnuţiu (1808-1864), filozófus és politikus
- Camillo Golgi (1843–1926), biológus
- Riccardo Pampuri (1897-1930), szent, orvos
- Albert Einstein (1879–1955), fizikus

## Népesség
Lakosainak száma 2001-ben 71 214, 2008-ban 70 207 fő.
Lakosok száma

## Testvérvárosok
- Vilnius, Litvánia
- Hildesheim, Németország
- Besançon, Franciaország
- Hermel, Libanon
- Zákinthosz, Görögország